# Antoni Dalmau i Rosich
Antoni Dalmau i Rosich   (Miralcamp, 4 d'octubre de 1912 - Barbastre, 13 d'agost de 1936) fou un religiós claretià. És venerat com a beat per l'Església Catòlica.
Va iniciar els estudis al seminari de Solsona, per seguidament entrar al noviciat de Vic. Posteriorment va continuar la seva formació a Cervera i Barbastre. A l'inici de la Guerra civil espanyola, fou executat, juntament amb els seus companys de comunitat, per milicians anarquistes.
El 25 d'octubre de 1992 fou beatificat pel Papa Joan Pau II.